# جوكبين
نرمين جوكبين (بالتركية: Gökben)‏ ، أو اسمها المعروفة به جوكبين ( ولدت 25 نوفمبر 1951 ، أسطنبول) ، مطربة تركية.

## حياتها
ان جوكبين هي الأبنة الوحيدة لشازايا ، وعزيز جوكبين. وقد فقدت والدها عندما كانت تبلغ الواحدة من عمرها في حادثة سير.
بدأت نرمين جوكبين حياتها الموسيقية الحرفية كفنانة وعازفة في الأوركسترا الشرفية بيوردير.
وقد أختيرت كأفضل مطربة أمرأة مجددة للامال والفنون في عام 1972 ، وذلك من خلال الاستفتاء الخامس والأربعون الذي قدمته جريدة هاى.
وفي عام 1973 فقد حصلت على المرتبة الأولى وبجدارة. وقد أعتلت خشبة المسرح في السبعينيات مع مطرب السولو المشهور زكى مورين ، كواحدة من أهم مغنيات البوب في هذه الفترة في ماكسيمير.
وفي عام 1975 فقد أصدرت ألبوم قلب الحب، اما في عام 1977 فقد أصدرت ما هذا العمل ؟، اما أكبر نجاح حققته وشهدته في حياتها الفنية كان في عام 1979 من خلال ألبوم طريق القش. وقد قدمت في هذا الألبوم العديد من الأغنيات مثل : ( البحر وضوء القمر ) ، ( طريق القش) ، (الطعم المر) ، وقامت بتقديمها في العديد من ديسكوهات الجاز.
وبعد هذا الألبوم فقد قامت بتقديم العديد من الآثار المختلفة، والتي تحتوى على الكثير من قوافى مثل (اليوم أصبح مساء) لكول هميت، وقامت أيضا بتقديم العديد من أغانى الجاز. وقد قامت بالتعامل مع الفنان على كوجا تيبى من خلال ألبوم طريق السمان). وفي عام 1981 فقد قام على كوجاتيبيى بتقديم واحد من أهم الألبومات الفنية والذي حصل من خلال على المركز الأول والذي أنتجة شركة بلاك تشليك، وكانت من أهم الاغانى به ( مرت مثل الرياح).
وقد قامت الفنانة جوكبين بمنافسة أجدا بيكان وهي واحدة من أكبر فنانات موسيقي البوب التركية ، وفي 26 يوليو 1980 فقد قامت بالزواج من رجل الأعمال الثرى، وظل زواجهما لمدة 5 سنوات، وفي ( 1 أبريل 1986) فقد انفصلوا بعد قيامهما بالعديد من الأعمال الموسيقية معا . وفي عام 1986 فقد قامت بتقديم ألبوم بوب-أرابيسك، وعرف باسم ورود الصيف، والذي انتجه سيمبول بلاك. وقد قامت في هذ الألبوم بالتعامل مع المنتج ايسين أنجين. وقد قامت في هذا الألبوم بوضع أغانى واستخدمت بها العديد من الموسيقي المختلفة مثل ( احرق قلبى احرق ) ، ( ألم تشعر بالندم ؟ ) ، ( ورود الصيف ) . وقد كان ألبوم ورود الصيف هو آخر ألبوم قامت شركة بلاك فوما بإنتاجه لها .
وفي عام 1989 فقد حصلت الفنانة جوكبين على أوسكار بلاك، وذلك من خلال ألبوم ( سئمت من الحب ) وقد استخدمت في هذه الألبوم العديد من أنواع الموسيقي المختلفة مثل البوب ، أرابيسك و الموسيقى الفنية المتنوعة. وقد قامت الفنانة من خلال هذا الألبوم بالتعامل لأول مرة مع متين اوزلكو ، وعقب نجاح هذا الألبوم فقد قامت بعمل لحن من أجل مسرحية متين أوزلكوا، وقامت باستخدام من الزجاج للزجاح ( هاكان بيكر) ، أجدا 90 ( أجدا بيكان). وقد استخدمت أيضا أغنية ( انظر صديقى) في هذا الألبوم هل تذكره ؟، وقد تم استخدامه كثيرا في الألبوم. وقد حصل على جائزة بلاك الذهبية، عقب بيع مليون نسخة منه.
وقد غنت العديد من الأغانى الفردية بعيدا عن الألبومات مثل : ( مرت مثل الرياح) ، ( الحب هو المقصود) ، والذي قدمت موسيقاتها دنيز سيكى ، اما أغنية (ديرى دهتار) فقد قامت زينات سالى بكتابة كلماتها. وفي عام 2002 فقد قامت بوضع هذه الأغانى في ألبوم ( الحب هو المقصود) ، وقد كانت من أكثر الألبومات نجاحا على مدار 40 عاما، والذي أصدرته كيس للموسيقى. وفي عام 2012 فقد قامت زينب ديزدار بإعادة وتجديد موسيقى الألبوم مرة أخرى.
وعلى مدار حياتها الموسيقية فقد عملت مع العديد من الفنانيين مثل : يوردر دوغلو ، أتيلا أوزدمير أوغلو ، أسين أنجين ، متين أوزلكو، شهرزاد ، أيسل جوريل ، سليم أنداك.
كانت جوكبين واحدة من أعضاء تجمع فنانى البوب بتركيا. وفي 13 أكتوبر 1981 فقد انجبت ابنتها التي عرفت باسم بيجوم موتلو. وقد كان لها أخت أخرى من والدها تسمى نيل أونال. وقد قدمت مع اختها وأكرم بورا ، وسونا بيوكسيل في عام 1985 فيلم عرف باسم العشق الممنوع. وقد أقامت بعدها في مدينة بشيكتاش بأسطنبول.
وفي عام 2010 فقد قامت بعمل دويتو غنائي مع مصطفى صندال بأغنية ( عودة نفرين) ، وذل من خلال مشروع كل العالم مع العديد من الفنانيين الصغار فنانى النوستالجيا، وبعدها قاموا بتصوير هذه الأغنية ككليب وعُرض على الشاشات. وفي نفس الوقت استمرت الفنانة جوكبين بالتحضير من أجل ألبومها الجديد.

## أعمالها الفنية

### الخامسة والأربعون
-لا يمكن عصيان الحب – حتى لا يعرف الحب (1972)
-نهاية العشق-زليخة (1973)
-وجود الالام، والجبال – أعطيتك مرة أخرى (1973)
-شربيم شربوم – يوم ما أنت (1974)
-لقاء، شربى شربيا (1974)
-غرورى- في النهاية (1975)
-مرت مثل الرياح- الحب هو المقصود (1975)
-لا يوجد فائدة للرأس بدون عقل-هل رأيت كثير ( 1976)
-ماذا حدث- هذا هو العشق الناقص (1977)
-ديرى دهدار- توجد عاصفة في روحى (1977)
-لا يوجد مقايضة في الحب- العشق يدور في الرأس (1987)
- لا تنسانى- البداية (1979)

### ألبوم( لي بي –مي سي)
-الحب هو المقصود ( لي بي-مي سي) المركز الأول بجدارة (1975)
-ما هذا هو العمل – (لي بي –مي سي) المركز الأول بجدارة (1977)
-طريق القش ( لي بي-مي سي) المركز الأول بجدارة (1979)
-جوكبين، جوكهان، توركولا (1981) ، ( صدر في ألمانيا)
-ورود الصيف (لي بي-مي سي) شعار الجدارة (1986)
-سأمت من الحب (1989)
-لو تذهب للعمل (1990)
-يوجد طرق للعشق (1990)

### الأخرى
-أطفال البحر الأسود – أسين أنجين، كوجاتبيى، فوسون اونال، ونيلوفير (1973)
-الهجرة لأنطاليا-سيال تانير، فوندا أرار، أرتان أنابا، أسمراى، كوجاتبيى (1976)
-تعال، فيلم العشق الممنوع (1985)
-حبيبي في الإجازة- موسيقي فيلم العشق الممنوع (1985)

## روابط خارجية
- جوكبين على موقع ميوزك برينز (الإنجليزية)
- جوكبين على موقع ميوزك برينز (الإنجليزية)
- جوكبين على موقع ديسكوغز (الإنجليزية)